# Пирне
Пѝрне е село в Югоизточна България, община Айтос, област Бургас.

## География
Село Пирне се намира на около 5 km югозападно от общинския център град Айтос. Разположено е в Айтоската котловина. В източната му част се събират в общо русло трите малки местни притока, течащи през северната, централната и южната части на селото. На северния приток има микроязовир край селото („Таушан кайряк“) и втори по-малък на около 2,5 km северозападно.
Климатът е преходноконтинентален с черноморско климатично влияние. В землището преобладават лесивирани и наносни почви и смолници.
Общински път от Пирне на север пресича минаващия през Айтос първокласен Подбалкански път и продължава към Поляново и Карагеоргиево, а на изток прави връзка с третокласния републикански път III-539, водещ на североизток до Айтос, а на югозапад – към село Караново. Надморската височина в центъра на селото при читалището е около 117 m, в северния край – до около 120 m, в източния – около 100 m, в южния – до около 130 m и в западния край – до около 140 m.
Основа на поминъка на населението са зърнопроизводство, тютюнопроизводство, отглеждане на технически култури, лозарство, овощарство, многоотраслово животновъдство.

## История
След края на Руско-турската война 1877 – 1878 г., по Берлинския договор село Пирне остава на територията на Източна Румелия. От 1885 г. – след Съединението, то се намира в България.
От периода 1941 – 1994 г. в Държавния архив – Бургас, се съхраняват документи на/за Трудово кооперативно земеделско стопанство (ТКЗС) с. Пирне, Бургаско. В списъка на фондове от масив „C“ на архива са посочени – във връзка с промените в наименованието на фондообразувателя и съответните периоди, следните форми, през които стопанството преминава:
- Кредитна кооперация „Сила“[8] – Трудово производителен земеделско стопански отдел – с. Пирне, Бургаско (1941 – 1948) – първи опит за колективна обработка на земята в Бургаския край;
- Трудово кооперативно земеделско стопанство (ТКЗС) – с. Пирне, Бургаско (1948 – 1958);
- Трудово кооперативно земеделско стопанство (ТКЗС) „Пирне“ – с. Пирне, Бургаско (1990 – 1992);
- Земеделска производителна кооперация „Сила“ – с. Пирне, Бургаско (1992 – 1992) и последно
- Ликвидационен съвет на земеделска производителна кооперация „Сила“ (ЛС на ЗПК) – с. Пирне, Бургаско (1992 – 1994).

От периода 1959 – 1990 г. в архива (масив „С“, фонд 835) се съхраняват документи на/за Обединено трудово кооперативно земеделско стопанство (ОТКЗС) „Васил Коларов“ – с. Пирне.
В района на Пирне има останки от тракийско селище и от могили (Камилска и Тастепенска); открити са две мраморни плочи на Тракийския Херос. В местността Еленските гробища е намерено сребърно съкровище (360 монети) от 2–3 век. Сведения за селото има в османотурски регистър от 1548 г., в регистър за извънреден данък от 1676 г. – под името Бурна (Бурне), и в опис за събрания данък за овцете от 1731 г. Във вестник „Век" от 1875 г. е споменато под името Пирне.

## Население
Населението на село Пирне наброява 761 души към 1934 г., в периода до 1992 г. (664 души) търпи поради миграция резки промени в числеността с максимум към 1965 г. – 1205 души, а към 2018 г. наброява (по текущата демографска статистика за населението) 703 души.

### Етнически състав
Преброяване на населението през 2011 г.
Численост и дял на етническите групи според преброяването на населението през 2011 г.:
|                     | Численост |
| Общо                | 622       |
| Българи             | 480       |
| Турци               | 13        |
| Цигани              | 104       |
| Други               | -         |
| Не се самоопределят | -         |
| Неотговорили        | 21        |

## Религии
В село Пирне се изповядва православно християнство.

## Обществени институции
Село Пирне към 2020 г. е център на кметство Пирне.
В селото към 2020 г. има:
- действащо общинско основно училище „Христо Ботев“;[15]
- действащо читалище „Пробуда – 1925 г.“;[16][17]
- действаща само на големи религиозни празници православна църква „Свети Атанасий“;[18]
- пощенска станция.[19]

## Природни и културни забележителности
Пред читалището е изграден паметник (каменен блок) от зелен камък. В горния ляв ъгъл на паметника е монтиран каменен венец със стилизирана червена лента в основата. На върха на венеца е монтирана червена петолъчна звезда със сърп и чук в центъра. Вдясно от венеца е монтирана паметна плоча, посветена на загиналите във войните: Балканска война; Първа световна война; Отечествена война 1944 – 1945 г. На паметника има надпис „На загиналите в борбата против капитализма, фашизма и в Отечествената война от с. Пирне“; „Вечна Слава на Героите“. Има списък на загиналите.

## Личности
В Пирне са родени:
- Професор Иван Маразов – един от водещите български културолози и траколози и министър на културата на Република България през 1996 – 1997 г.; роден е на 3 април 1942 г.; през 1967 г. завършва история и теория на изкуството в института „Репин“ в Ленинград; същата година е назначен на работа в Института по изкуствознание към БАН в София, където работи до 1999 г. (през 1988 – 1992 е директор на института); от 1969 до 1989 г. е заместник главен и главен редактор на списание „Изкуство“;
- Генерал-майор Стоян Куцаров;
- Дянко Пръвчев (1889 – 1944), кмет на Бургас;
- инженер Иван Шивачев (1930 – 2015), един от създателите на Радиотелевизионен център Пловдив (РТВЦ – Пловдив).

През 1874 г. учител в Пирне е Сава Катрафилов.